# Bataille de Zhizhi
Guerre entre la dynastie Han et les Xiongnu
Batailles
- Mayi
- Mobei
- Loulan
- Tian Shan
- Jushi
- Zhizhi
- Yiwulu
- Monts Altai

La bataille de Zhizhi (郅支之戰) a lieu en 36 av. J.-C., et oppose la dynastie Han au Chanyu Zhizhi, le chef du peuple nomade des Xiongnu. À l'issue de la bataille, Zhizhi est vaincu et tué. Cette bataille a probablement eu lieu près de Taraz, sur les rives de la rivière Talas, à l'est du Kazakhstan ; ce qui en fait un des points les plus à l'ouest jamais atteints par une armée chinoise. La célèbre bataille de Talas, qui a eu lieu en 751 entre les troupes de la dynastie Tang et celles du calife abbasside, s'est également déroulée à cet endroit.

## Situation avant la bataille

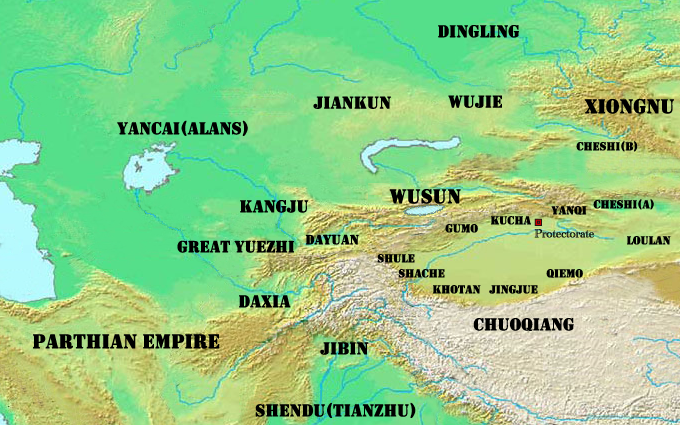
Localisation approximative de Kangju.

En 56 av. J.-C., Zhizhi se révolte contre son frère ; mais au fur et à mesure que ce dernier gagne en puissance, il se voit contraint de se replier vers l'ouest. En 44 av. J.-C., il scelle une alliance avec les Kangju sur les rives du Lac Balkhach. Quelque temps après cette alliance, il se brouille avec les Kangju, en tue plusieurs centaines et les force à lui construire une forteresse. Il faut 2 ans de travaux à 500 hommes pour achever la construction de ce fort, qui se situe probablement près de Taraz.

## La bataille

### La marche à la guerre
Vers l'an 36 av. J.-C., le poste de gouverneur des Régions de l'Ouest est occupé par Gan Yanshou. Chen Tang (en), le bras droit du gouverneur, prétend que Zhizhi veut créer un grand empire et propose une attaque préventive contre le Chanyu. Gan Yanshou rejette cette proposition, mais il tombe rapidement malade et se retrouve incapable d'assumer ses fonctions. Chen Tang profite de l'affaiblissement de son chef pour fabriquer un faux édit, en imitant la signature du malade, qui l'autorise à lever des troupes pour son expédition. Mis au pied du mur, Gan Yanshou finit par accepter, même si tout ceci se fait sans l'aval de l'empereur. C'est une armée composée de 40 000 soldats Han et Hu qui se rassemble et marche vers l'ouest. Cette armée est divisée en deux groupes qui passent chacun d'un côté du bassin du Tarim, avant d'être réunis près de Kashgar. À nouveau réunis, les soldats marchent encore plus vers l'ouest, en direction des rives du lac Balkhash. Alors que les Chinois approchent du lac, des centaines de cavaliers Kangju, qui viennent de mener un raid contre les Wusun, apparaissent sur les arrières des Han, les attaquent et repartent en emportant de grandes quantités de nourriture et d'armes. Chen Tang envoie immédiatement ses soldats Hu à la poursuite des cavaliers ennemis, qui sont vaincus. Après ce premier affrontement, 460 Kangju sont morts et 470 prisonniers Wusun sont libérés.

### La prise de la forteresse de Zhizhi
Plusieurs nobles Kangju font défection au profit des Chinois pour leur servir d'informateurs et de guides. Grâce à ces informations, les troupes de Chen Tang peuvent établir leur campement à 30 li du fort de Zhizhi. À ce stade des opérations, les deux camps établissent le contact et échangent des messages hypocrites où chacun prétend ne pas être là pour s'en prendre à l'autre. Puis les Han approchent à 3 li du camp de Zhizhi et fortifient leur position. Les Xiongnu envoient alors quelques centaines de cavaliers et de fantassins, mais ils sont obligés de se replier dans le fort. Les Chinois les poursuivent et réussissent à brûler une partie des murs. Une fois la nuit tombée, plusieurs centaines de cavaliers Xiongnu tentent de s'enfuir mais sont tués. Zhizhi lui-même pense à s'enfuir, mais change d'avis, car il a bien conscience du fait qu'il y a beaucoup trop d’ennemis dans les régions alentour pour qu'il puisse espérer survivre. Les combats se poursuivent et s'intensifient, au point que l'épouse et les concubines de Zhizhi montent sur les remparts pour décocher des flèches contre les ennemis,. Zhizhi participe également aux combats et est blessé au nez par une flèche.
Le même jour, peu après minuit, les assaillants réussissent à ouvrir une brèche dans les murs extérieurs, ce qui oblige les Xiongnu à se replier dans la citadelle. C'est à ce moment que plusieurs centaines de cavaliers Kangju arrivent sur le champ de bataille et attaquent les Chinois dans l'obscurité, sans réussir à leur infliger de lourdes pertes. À l'aube, plusieurs parties de la citadelle intérieures sont en feu et les soldats de Chen Tang réussissent à pénétrer à l'intérieur. Le Chanyu Zhizhi et la dernière centaine de soldats encore sous ses ordres se replient dans le palais situé au cœur de la citadelle. Encerclé et attaqué depuis toutes les directions, Zhizhi meurt pendant que son palais brûle.

## Conséquences
1518 Xiongnu meurent ce jour-là, dont le Chanyu, ses femmes et son prince héritier. 145 sont capturés et plus de 1 000 se rendent pendant les combats. Les soldats sont autorisés à garder leur butin et les Xiongnu qui se sont rendus sont offerts comme esclaves aux quinze royaumes qui ont participé à la bataille. Le printemps suivant, Gan Yanshou et Chen Tang arrivent à Chang'an et présentent à l’empereur Han Yuandi la tête coupée du Chanyu. Sa tête reste plantée au bout d'une pique sur les murs de la ville pendant dix jours, puis elle est enterrée. Zhizhi est le seul Chanyu Xiongnu à avoir été tué par les Chinois.

## Controverse
Selon le sinologue Homer H. Dubs (en), lors de cette bataille des légionnaires romains auraient combattu les soldats Han, avant d'être envoyés comme colons dans un village chinois nommé Liqian. Cette théorie s'appuie principalement sur des rapports concernant cette bataille qui décrivent une centaine de guerriers utilisant une « formation en écailles de poisson », que Dubs interprète comme étant des légionnaires utilisant la formation de la tortue. Il s'appuie également sur le fait que les habitants de la région de Liqian ont des traits plus européens que les autres Chinois et que nul ne connait le sort des 10 000 légionnaires capturés par les Parthes lors de la bataille de Carrhes. Cette fragile hypothèse est rejetée par l'immense majorité des historiens et des généticiens, qui la réfutent en s'appuyant sur une étude des sources disponibles et sur des tests ADN réalisés sur la population de la région de Liqian,. Malgré ces preuves, quelques chercheurs continuent à étayer l’hypothèse des légionnaires romains, comme Lev Gumilev.
En 2011, le docteur C.A Matthew de l'Université catholique australienne émet une nouvelle hypothèse concernant l'origine de cette centaine de guerriers. Au lieu de légionnaires romains utilisant la formation de la tortue, Matthew pense que ces étranges guerriers étaient peut-être des Gréco-macédoniens utilisant la formation en phalange et venant soit de la Bactriane, soit d'un des royaumes indo-grecs.